# تارناواتکا
تارناواتکا (به لهستانی:  Tarnawatka) یک روستا در لهستان است که در گمینا تارناواتکا واقع شده‌است.